# Jorge Fonseca (judoka)
Jorge Ivayr Rodrigues da Fonseca (30 de octubre de 1992) es un deportista portugués de origen santotomense que compite en judo.
Participó en dos Juegos Olímpicos de Verano, en los años 2016 y 2020, obteniendo una medalla de bronce en Tokio 2020, en la categoría de –100 kg. En los Juegos Europeos de Minsk 2019 consiguió una medalla de plata en la prueba de equipo mixto.
Ganó dos medallas de oro en el Campeonato Mundial de Judo, en los años 2019 y 2021, y una medalla de bronce en el Campeonato Europeo de Judo de 2020.

## Palmarés internacional
| Juegos Olímpicos   | Juegos Olímpicos        | Juegos Olímpicos  | Juegos Olímpicos |
| Año                | Lugar                   | Medalla           | Categoría        |
| ------------------ | ----------------------- | ----------------- | ---------------- |
| 2020               | Tokio (Japón)           | Medalla de bronce | –100 kg          |
| Campeonato Mundial |                         |                   |                  |
| Año                | Lugar                   | Medalla           | Categoría        |
| 2019               | Tokio (Japón)           | Medalla de oro    | –100 kg          |
| 2021               | Budapest (Hungría)      | Medalla de oro    | –100 kg          |
| Juegos Europeos    |                         |                   |                  |
| Año                | Lugar                   | Medalla           | Categoría        |
| 2019               | Minsk (Bielorrusia)     | Medalla de plata  | Equipo mixto     |
| Campeonato Europeo |                         |                   |                  |
| Año                | Lugar                   | Medalla           | Categoría        |
| 2020               | Praga (República Checa) | Medalla de bronce | –100 kg          |